# National Register of Historic Places

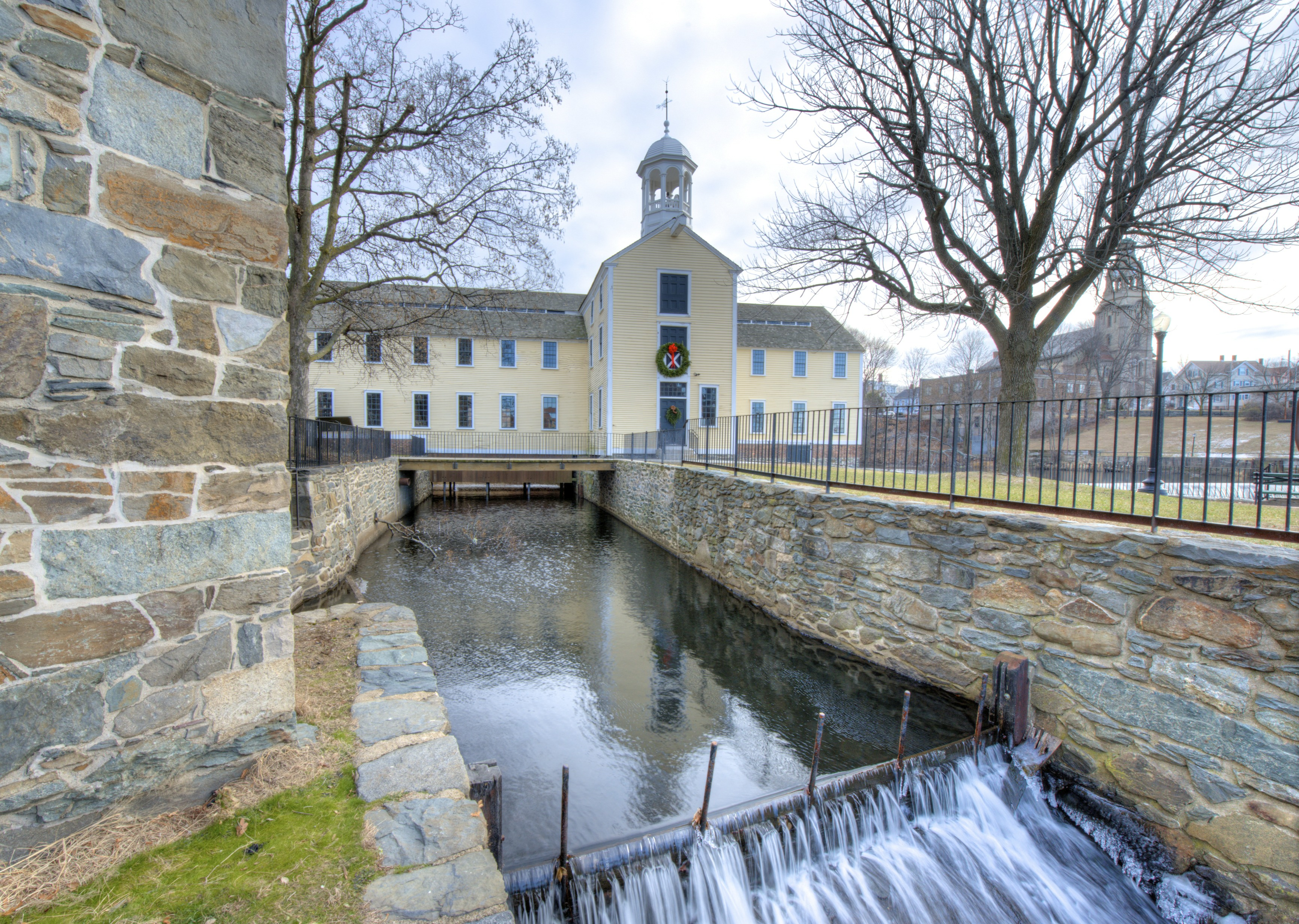
Der historische Distrikt Old Slater Mill in Pawtucket, Rhode Island, wurde am 13. November 1966 als erstes Objekt in das Register aufgenommen.

Das National Register of Historic Places (NRHP), englisch für „Nationales Verzeichnis historischer Stätten“ ist die offizielle Liste der Kulturdenkmale auf nationaler Ebene in den Vereinigten Staaten. Das Denkmalverzeichnis verzeichnet Gebäude, Bauwerke, Anlagen und andere bedeutsame Objekte sowie historische Bezirke (Historic Districts), die von der Bundesregierung als erhaltenswerte Denkmale eingestuft werden.
Die Einrichtung des Verzeichnisses wurde 1966 durch den National Historic Preservation Act (NHPA) angeordnet. Aufgabe des Registers ist es, Eigentümer und interessierte Gruppen dabei zu unterstützen, geschichtlich bedeutsame Kulturdenkmale zu erkennen und zu schützen. Obwohl das Verzeichnis hauptsächlich symbolische Bedeutung hat, kann eine finanzielle Unterstützung der Eigentümer mit ihr verbunden sein. Von den mehr als eine Million im Register verzeichneten Objekten sind lediglich rund 80.000 Kulturdenkmale als Einzelobjekte erfasst, die große Mehrheit hingegen als Teil eines Historic Districts. Jährlich werden zirka 30.000 Objekte neu in das Verzeichnis aufgenommen. Die Verwaltung des National Registers oblag bislang zeitlich überwiegend dem National Park Service (NPS).

## Geschichte

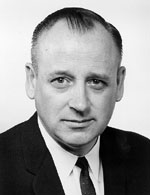
George B. Hartzog, Jr. war von 1964 bis 1972 Direktor des National Park Service.

Das National Register of Historic Places und die entsprechenden State Historic Preservation Offices (SHPO) wurden am 5. Oktober 1966 durch den Historic Preservation Act geschaffen.
Anfänglich waren dort die bestehenden National Historic Landmarks und die anderen historischen Stätten unter der Obhut des National Park System erfasst.
Das Gesetz, das 1980 und 1992 geändert wurde, schuf zum ersten Mal eine Richtlinie für eine umfassende Bewahrung historischer Stätten in den USA. Das Gesetz legte fest, dass die Bundesbehörden mit den SHPO und dem Advisory Council on Historic Preservation (ACHP) zusammenarbeiten müssen, um negative Effekte bundesstaatlicher Maßnahmen auf die geschützten Stätten auszuschließen.

## Typen von Registered Historic Places

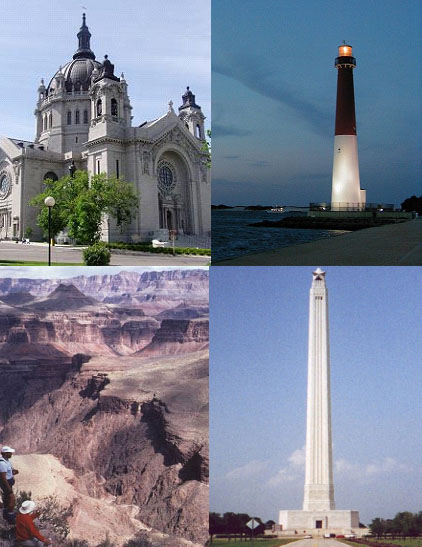
Im Uhrzeigersinn: ein Gebäude, ein Bauwerk, ein Objekt und eine Stätte

Die in das Register aufgenommenen Kulturdenkmäler werden in fünf Gruppen unterteilt: Gebäude, Bauwerke, Objekte, Stätten und Distrikte. Außerdem wird das Eigentum innerhalb von historischen Distrikten in contributing und non-contributing unterschieden. Die Definitionen dieser unterschiedlichen Kategorien des National Registers of Historic Places weichen teilweise vom allgemeinen Begriffsverständnis ab.
Gebäude („buildings“) sind nach der Definition für das National Register of Historic Places solche Baulichkeiten, die in erster Linie menschlichen Bedürfnissen bzw. Handlungen Raum bieten, etwa Häuser, Ställe, Scheunen oder Kirchen, aber auch zum Beispiel Theater oder Bahnhöfe.
Bauwerke, welche im Gegensatz zu den Gebäuden nicht in erster Linie errichtet wurden, um menschlichen Bedürfnissen bzw. Handlungen einen Raum zu geben, werden im Register als „structures“ bezeichnet. Hierzu zählen beispielsweise Getreidesilos, Brücken, Leuchttürme, aber auch Fahrzeuge wie Schiffe oder Flugzeuge.
Als Objekte („objects“) werden entweder überwiegend als Kunstwerk einzustufende Werke oder im Vergleich zu Gebäuden und Bauwerken vergleichsweise kleine und einfache Konstruktionen betrachtet. Objekte können zwar beweglich sein, sind aber in der Regel mit einer bestimmten Umgebung verbunden, etwa Monumente, Skulpturen oder Fontänen.
Stätten („sites“) sind Stellen, an denen sich wesentliche historische oder prähistorische Ereignisse ereignet haben, wobei sich an der Stätte sowohl noch existierende wie auch nicht mehr existierende Bauwerke oder Ruinen befinden können. Bei Stätten ist es also die Stelle, die historisch bedeutsam ist und einen kulturellen oder archäologischen Wert hat. Dabei ist der aktuelle Zustand eventuell vorhandener Konstruktionen unwesentlich. Beispiele für Stätten sind Schiffswracks, Schlachtfelder, Siedlungsstätten oder natürliche geographische Objekte.
Historic Districts (Historische Distrikte) besitzen eine Konzentration, Verbindung oder anderweitig einen Zusammenhang zwischen mehreren der vier anderen Typen von Eigentum. Objekte, Bauwerke, Gebäude und Stätten innerhalb eines historischen Distrikts bilden historisch oder ästhetisch eine Einheit, entweder durch Auswahl oder aufgrund ihrer Entstehungsgeschichte.

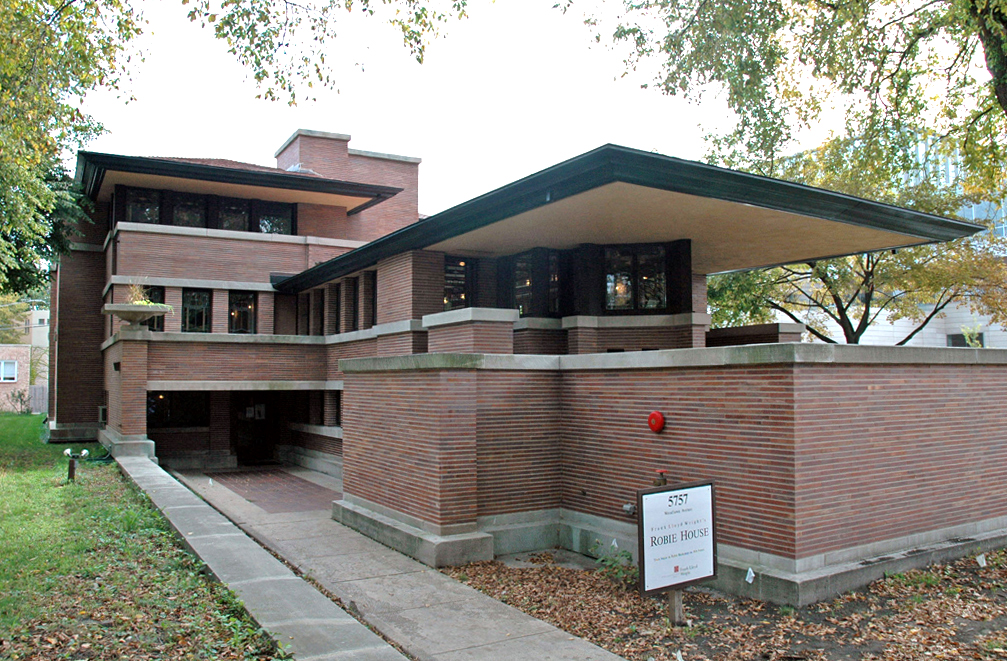
Robie House von Frank Lloyd Wright als Beispiel für ein Gebäude
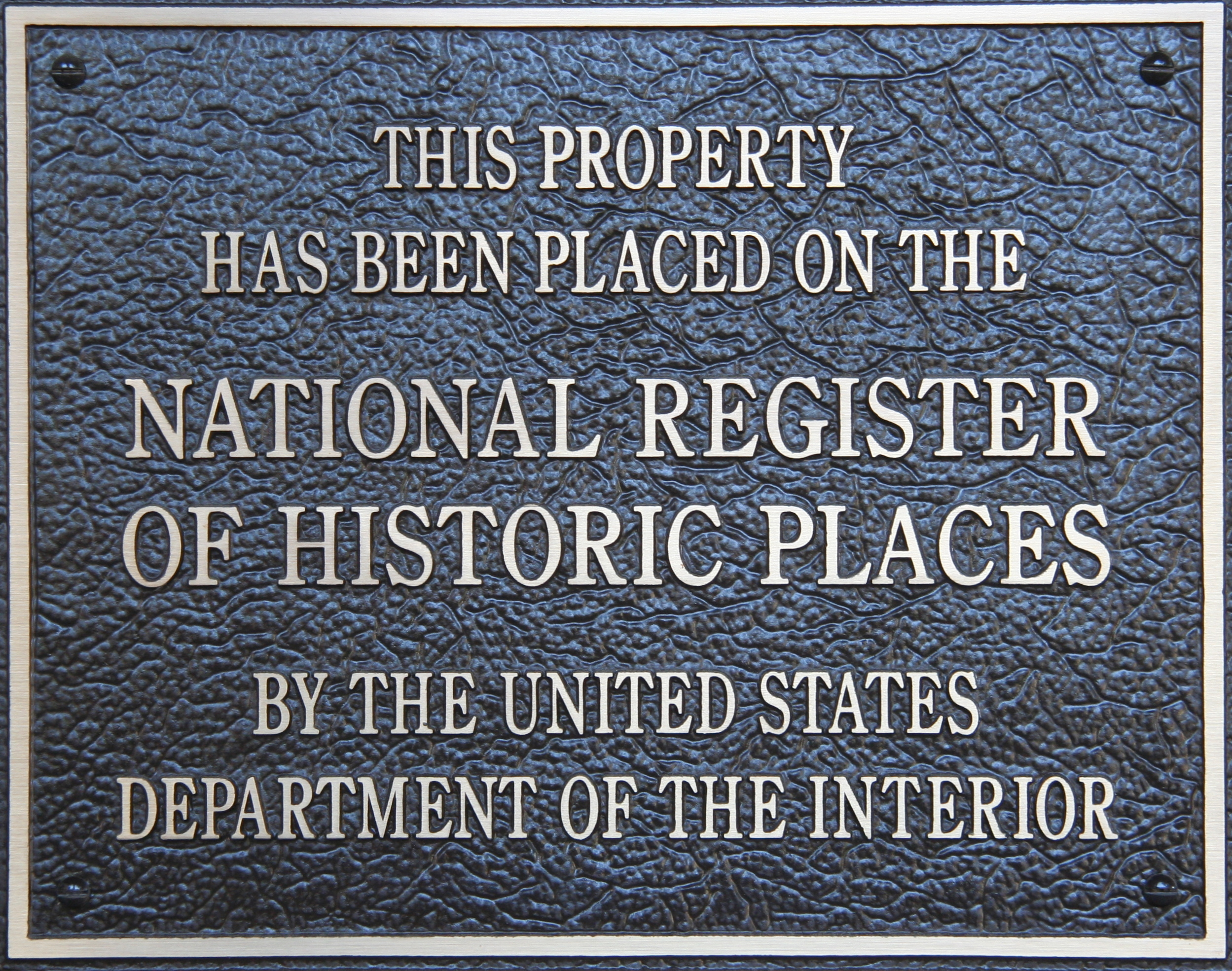
Eine typische Tafel an einem gelisteten Objekt
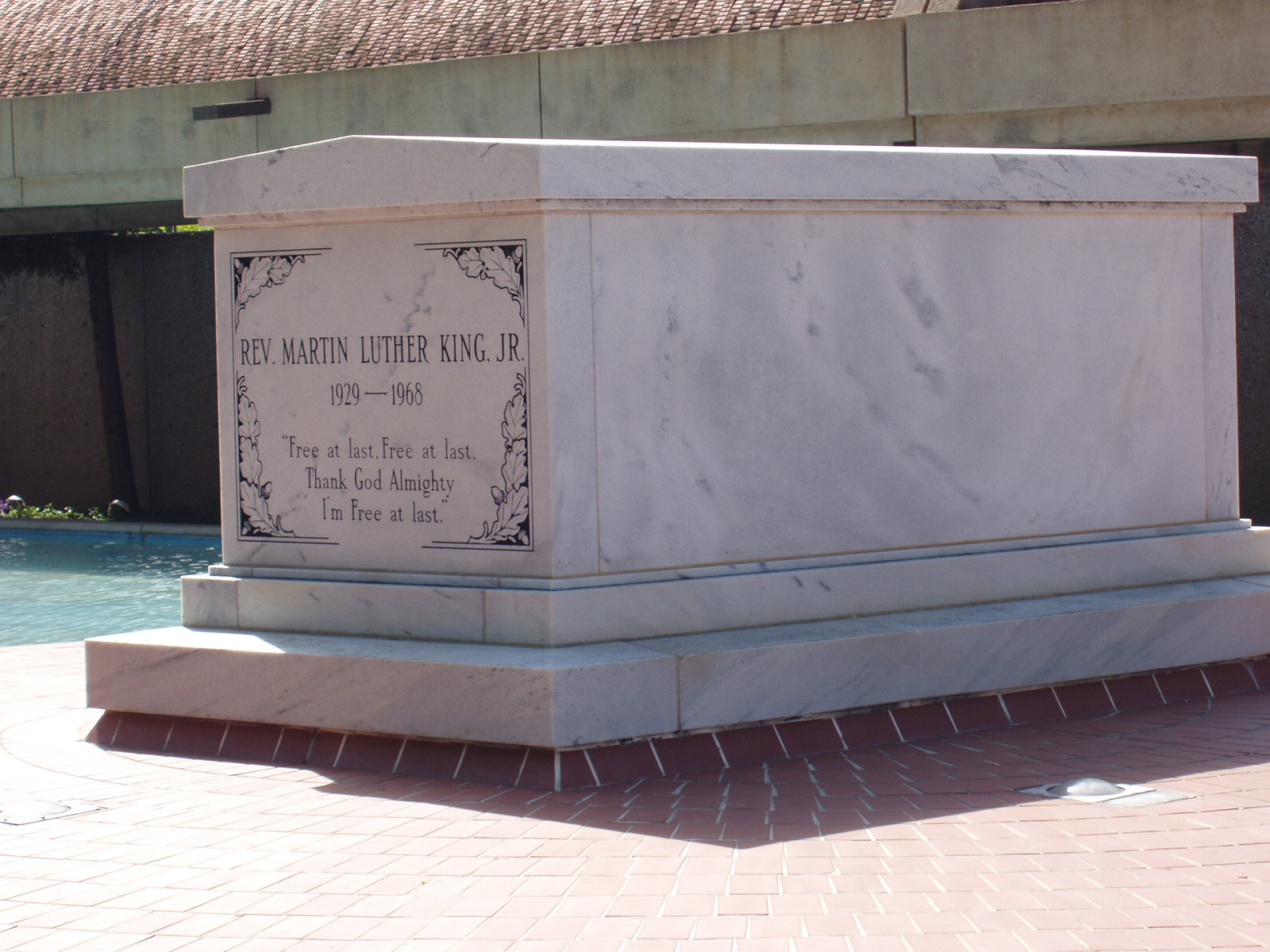
Das Grab von Martin Luther King in Georgia Atlanta ist als Teil einer National Historic Site automatisch im National Register erfasst.
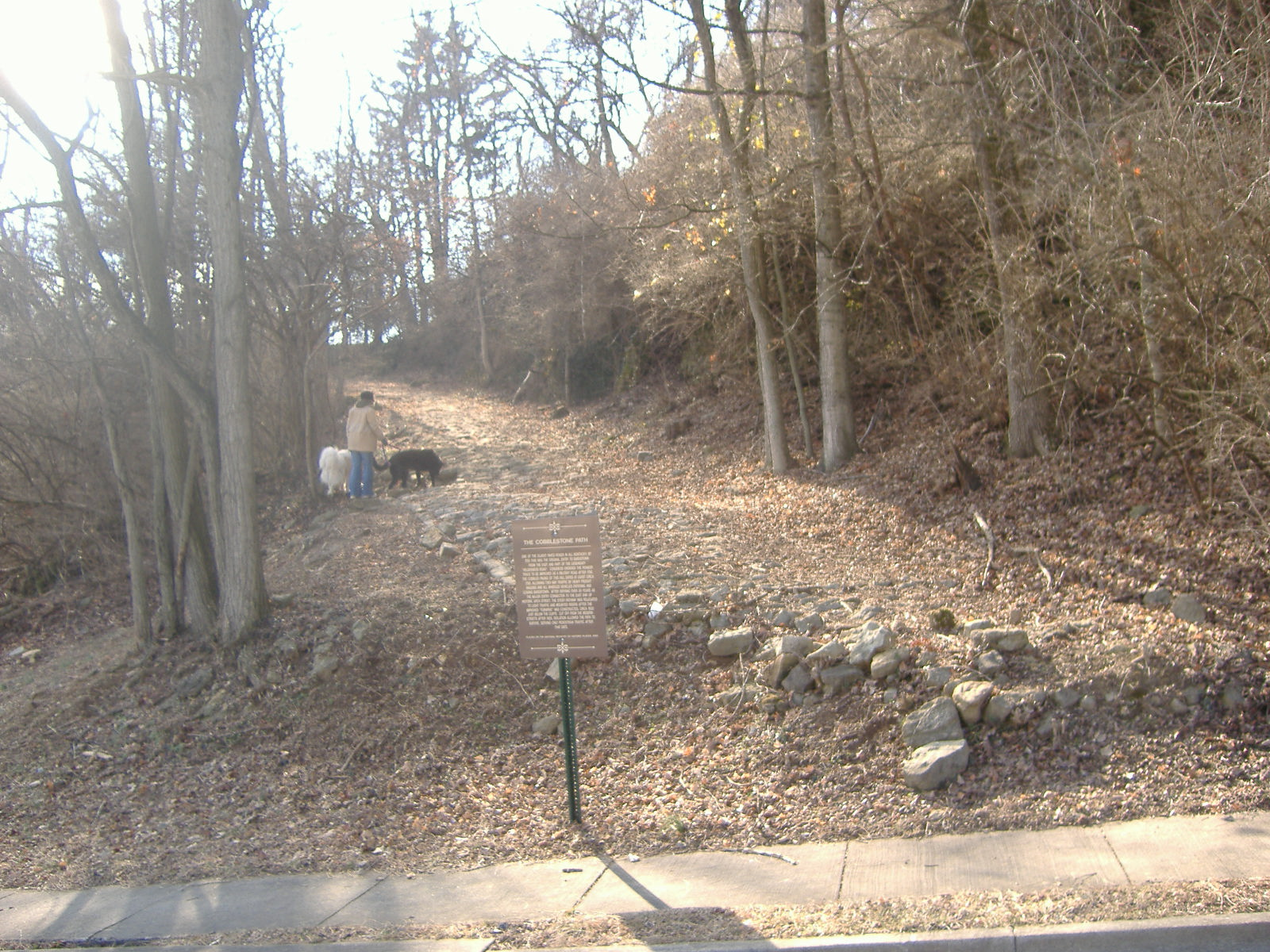
Der Cobblestone Path in Kentucky als Beispiel für einen historischen Ort (historical location)
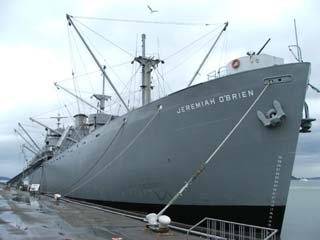
Das Liberty Ship Jeremiah O'Brien ist im Register und zusätzlich als National Historic Landmark eingetragen.

### Multiple Property Submission

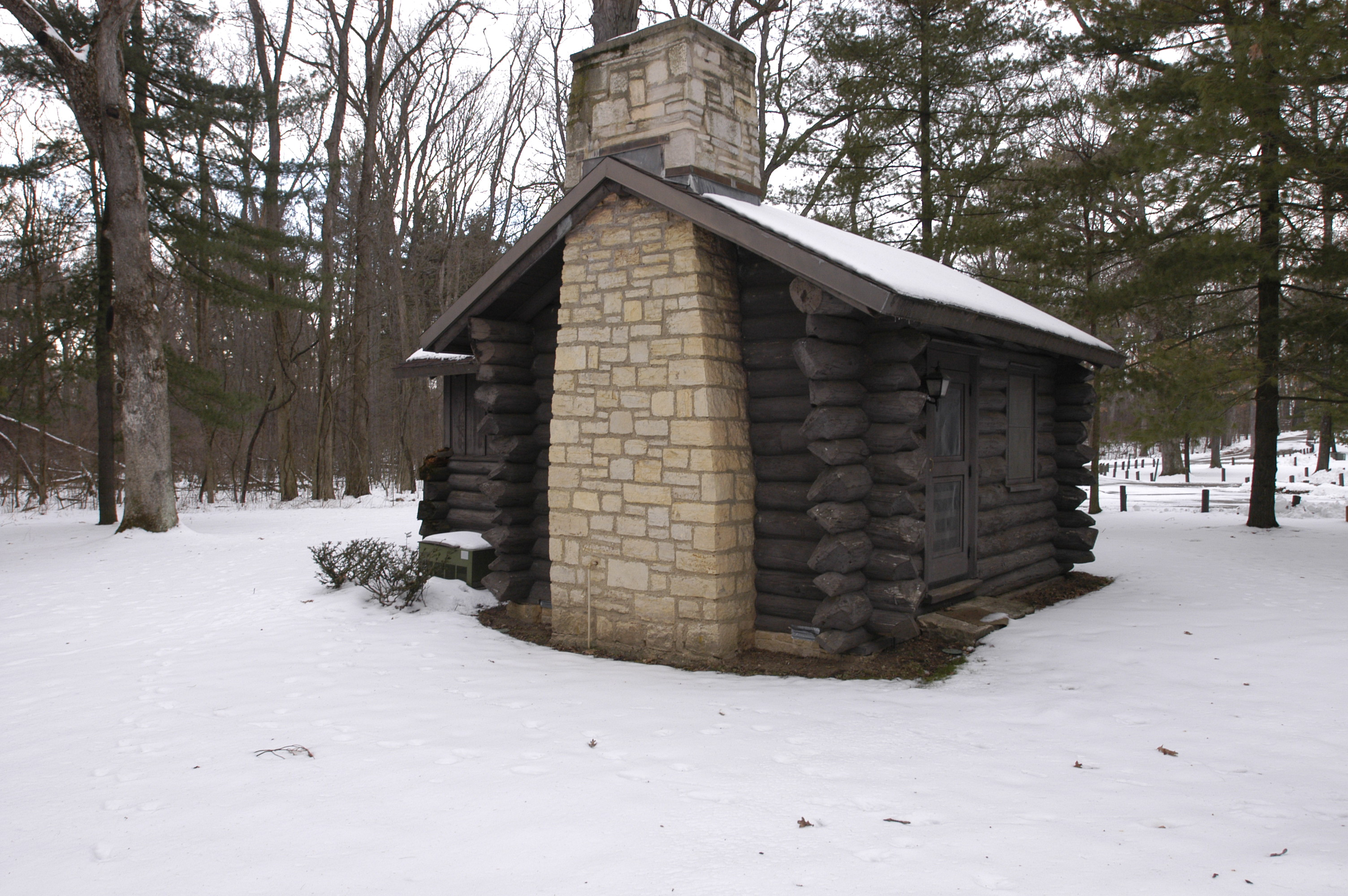
Die White Pines State Park Lodge and Cabins im White Pines State Park in Illinois sind Teil einer Multiple Property Submission.

Als multiple property submission (MPS) bezeichnet man eine eingetragene Gruppe aus mehreren thematisch zusammengehörigen Objekten. Beispiele für Multiple Property Submissions sind etwa die Diners of Massachusetts MPS oder die Civil War Monuments of Kentucky MPS.
Das Multiple Property Documentation Form ist hierbei eine Art Titeldokument, mit den Kriterien der historisch und thematisch zusammengehörigen Objekte und dient als Grundlage für die eigentliche Eintragung in das National Register of Historic Places. Gebildet wird eine Multiple Property durch ein Multiple Property Documentation Form und die jeweiligen individuellen National Register of Historic Places Nomination Forms.
Bevor 1984 der Begriff Multiple Property Submission eingeführt wurde, verwendete man für solche Sammeleinträge die Bezeichnungen Multiple Resource Areas (MRA) oder Thematic Resources (TR).